# یانوس هلمونس
یانوس هلمونس (هلندی: Janus Hellemons; ۲۰ ژوئیهٔ ۱۹۱۲ – ۱۴ ژانویهٔ ۱۹۹۹) دوچرخه‌سوار اهل هلند بود.